# Orbán Jenő
Orbán Jenő, születési nevén Osterreicher Eugén (Budapest, 1879. december 17. – Budapest XIV. kerülete, 1963. augusztus 4.) zsidó származású magyar építész.

## Élete
Orbán Jenő életrajzi adatainak feltárása még kutatómunkát igényel, a Fővárosi Levéltárban és a szakmai könyvtárakban nem találhatók, és az Építészeti lexikon sem tartalmazza a nevét. A Magyar Építőművészet 1913. [XI. évf.] 11–12. számában utalnak rá, az Építőművészek Szövetségének küldöttjeként részt vett a „lőcsei pénzügyi palota” tervpályázat bírálóbizottságában.
1906-től tagja volt az Magyar Mérnök- és Építész-Egyletnek. Munkatársa volt a Magyar Építőművészet című folyóiratnak.
Jelentős alkotása a szecessziós stílusú Sváb-hegyi községi elemi népiskola. Az iskola 1902–1903 között épült fel, de 1927–1928-ban jelentősen kibővítették, emeletet építettek rá. Habár csak ez utóbbi időpontnál biztos Orbán közreműködése, de a folytatás egységes építészeti stílusa, a részletek megoldása egyértelműen arra utal, hogy az eredeti épületnek is ő lehetett a tervezője, bár az 1903-as terven csak a Székesfővárosi Mérnöki Hivatal nevét tüntették fel. Az iskola míves kerítését is Orbán tervezte.
A Dózsa György úton álló kisebb lakóépülete (villája?) napjainkban (2023) lakatlan és lepusztult állapotba került. Az épületet geometrikus minták díszítik.

## Ismert épületei
- 1903–1904: Sváb-hegyi községi elemi népiskola (ma: Jókai Mór Általános és Német Nemzetiségi Iskola), Budapest, Diana utca 4.[7][8][9]
  - az iskola 1927–1928-as bővítése is Orbán műve[10][11][12]
- 1908: Kőszénbánya és téglagyár Rt. két munkásháza, Budapest, Jászberényi út[13]
- 1908: Kőszénbánya és téglagyár Rt. földszintes szárítója, Budapest, Jászberényi út[14]
- 1909:[15] lakóház, Budapest, Dózsa György út 122.[6][16]
- 1909: gyárépület, Budapest, Jászberényi út[17]
- 1911: lakóház, Budapest, Budapest, Práter utca 28.[18][19][20]
- 1917: Hazai kőolajipar Rt. istállója és kocsiszíne, Budapest, Gyömrői út[21]
- 1918: Hazai kőolajipar Rt. gazdasági épülete, Budapest, Gyömrői út[22]
- 1918: Hangya szövetkezet iroda épülete, Budapest, Hízlaló tér[23]

## Képtár

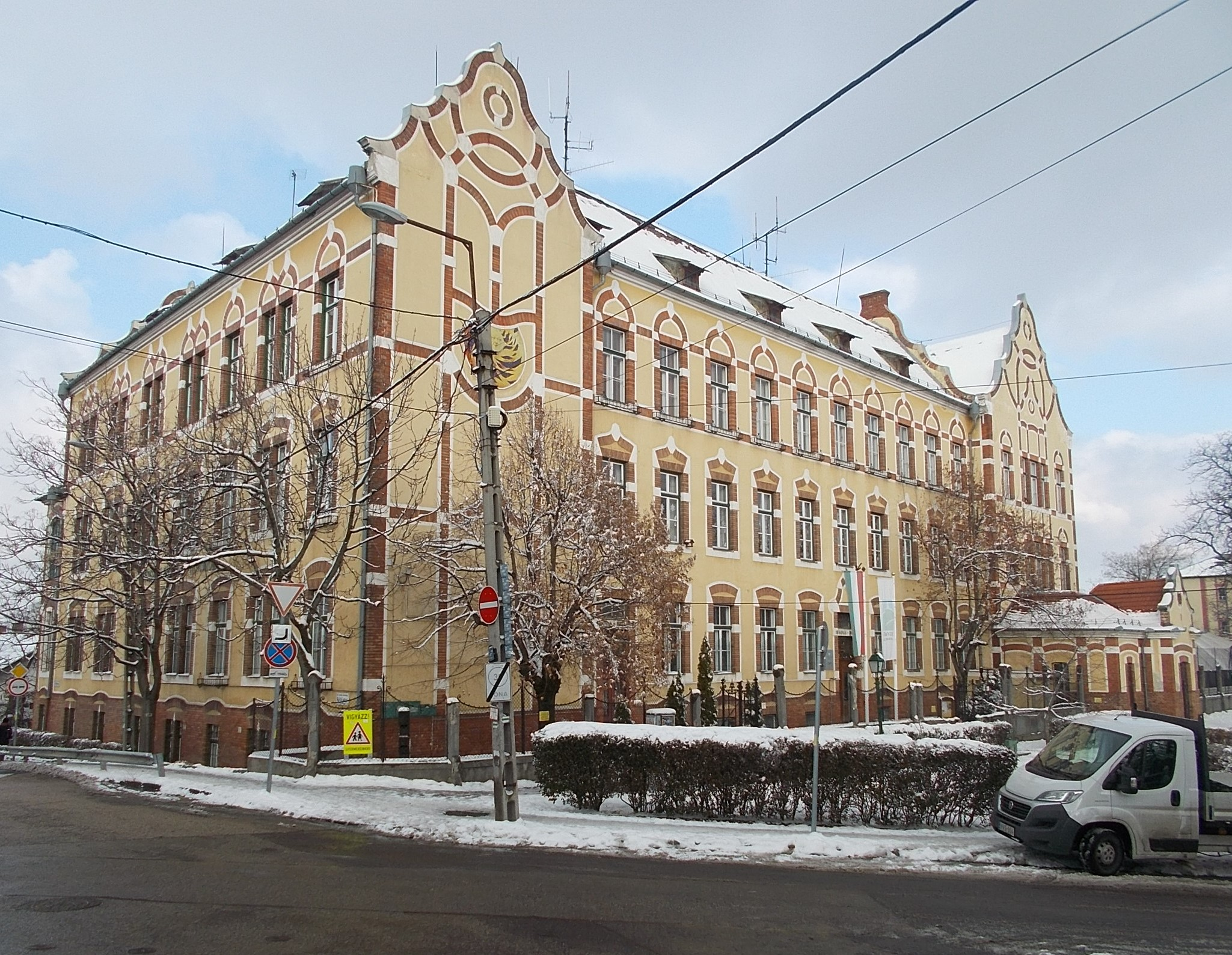
Sváb-hegyi községi elemi népiskola
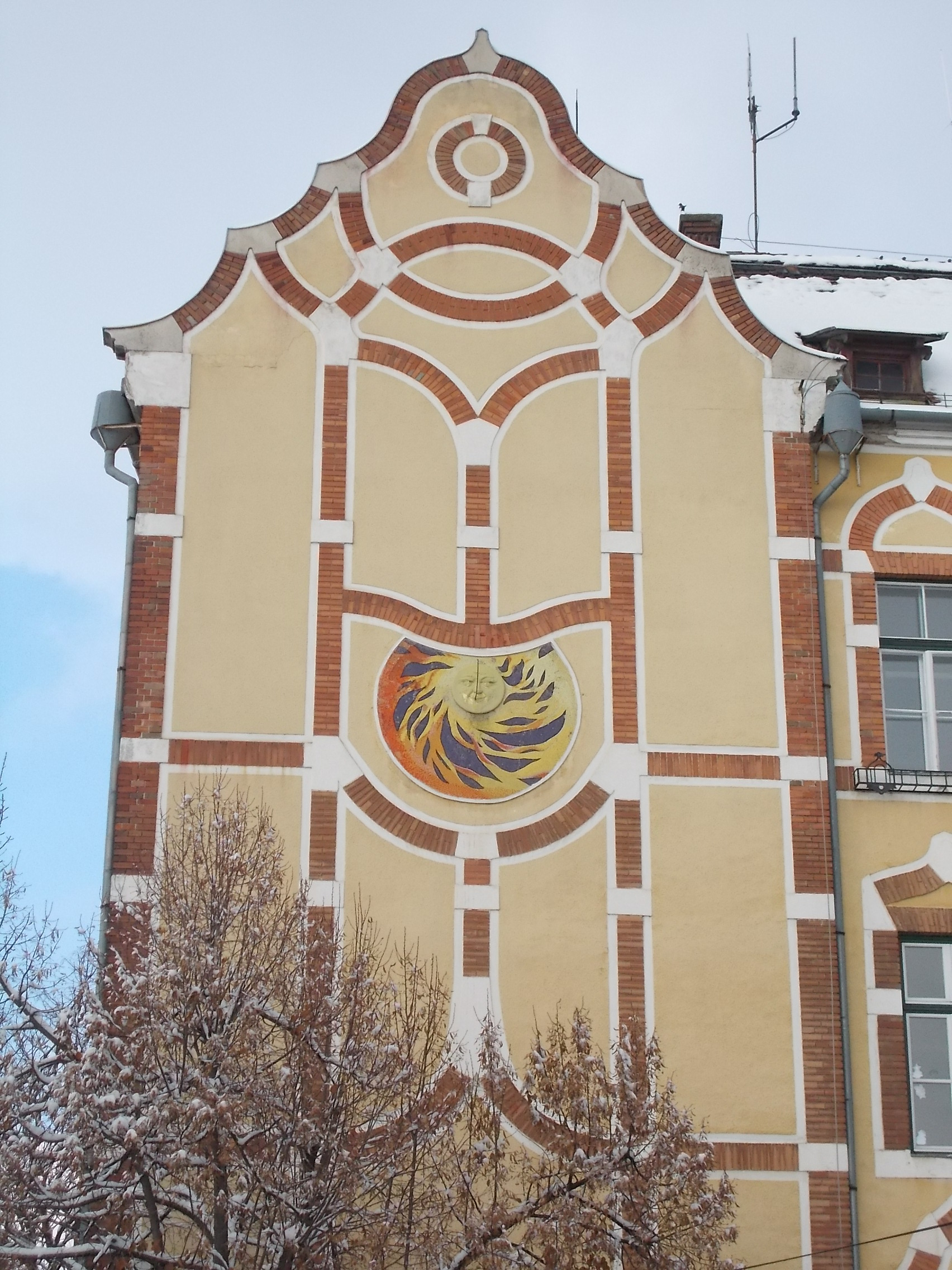
Sváb-hegyi községi elemi népiskola (részlet)
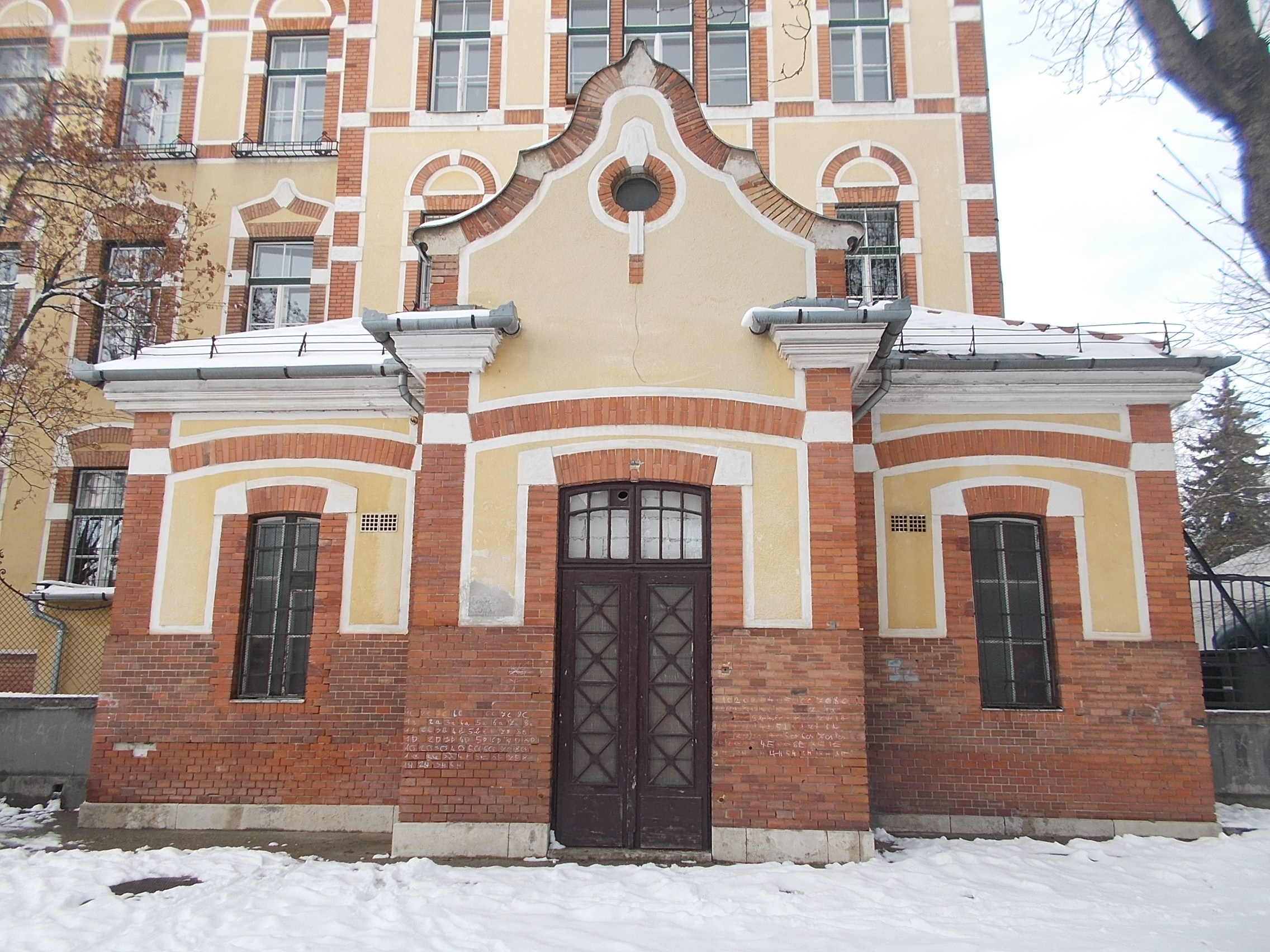
Sváb-hegyi községi elemi népiskola (részlet)
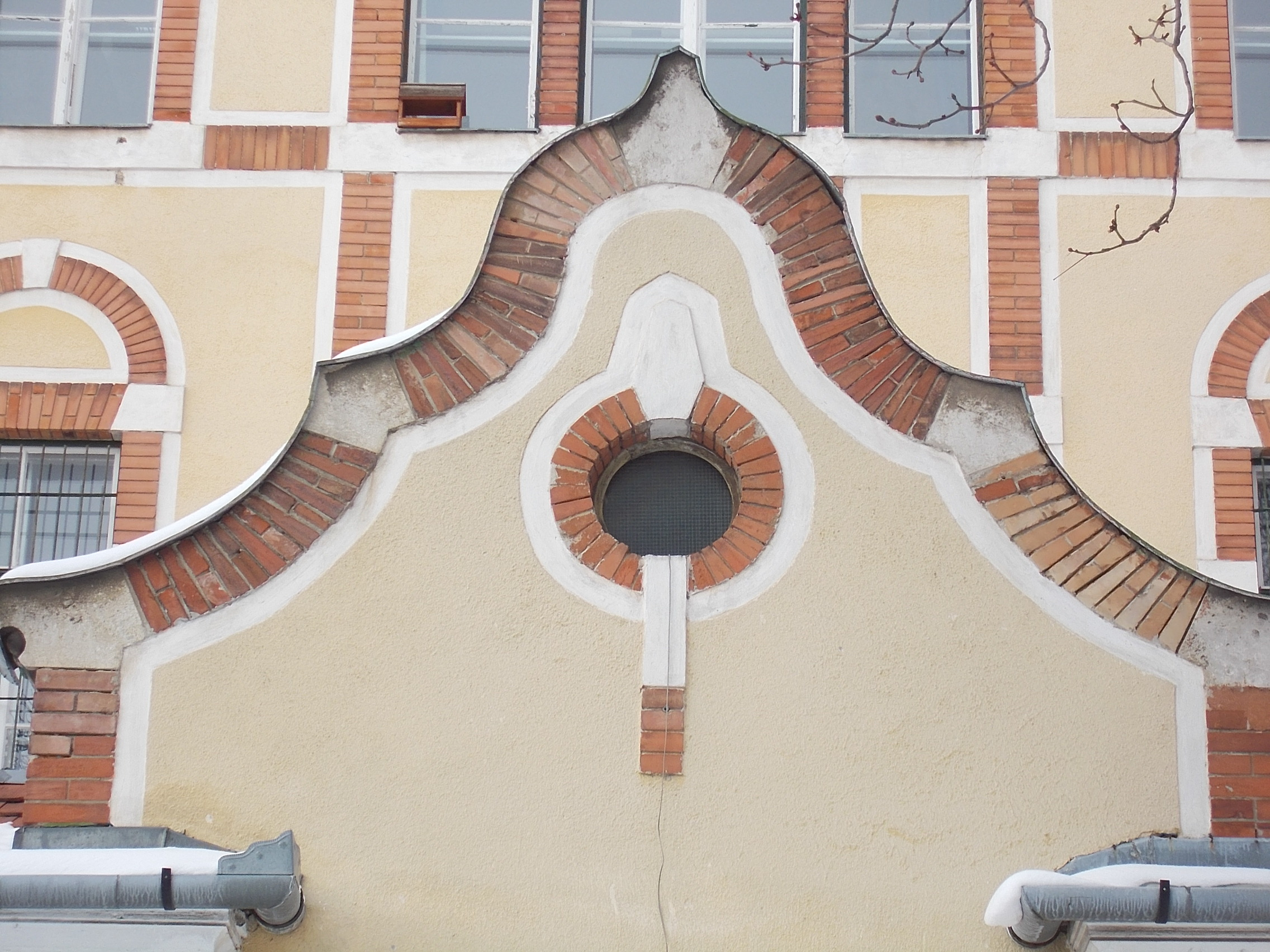
Sváb-hegyi községi elemi népiskola (részlet)
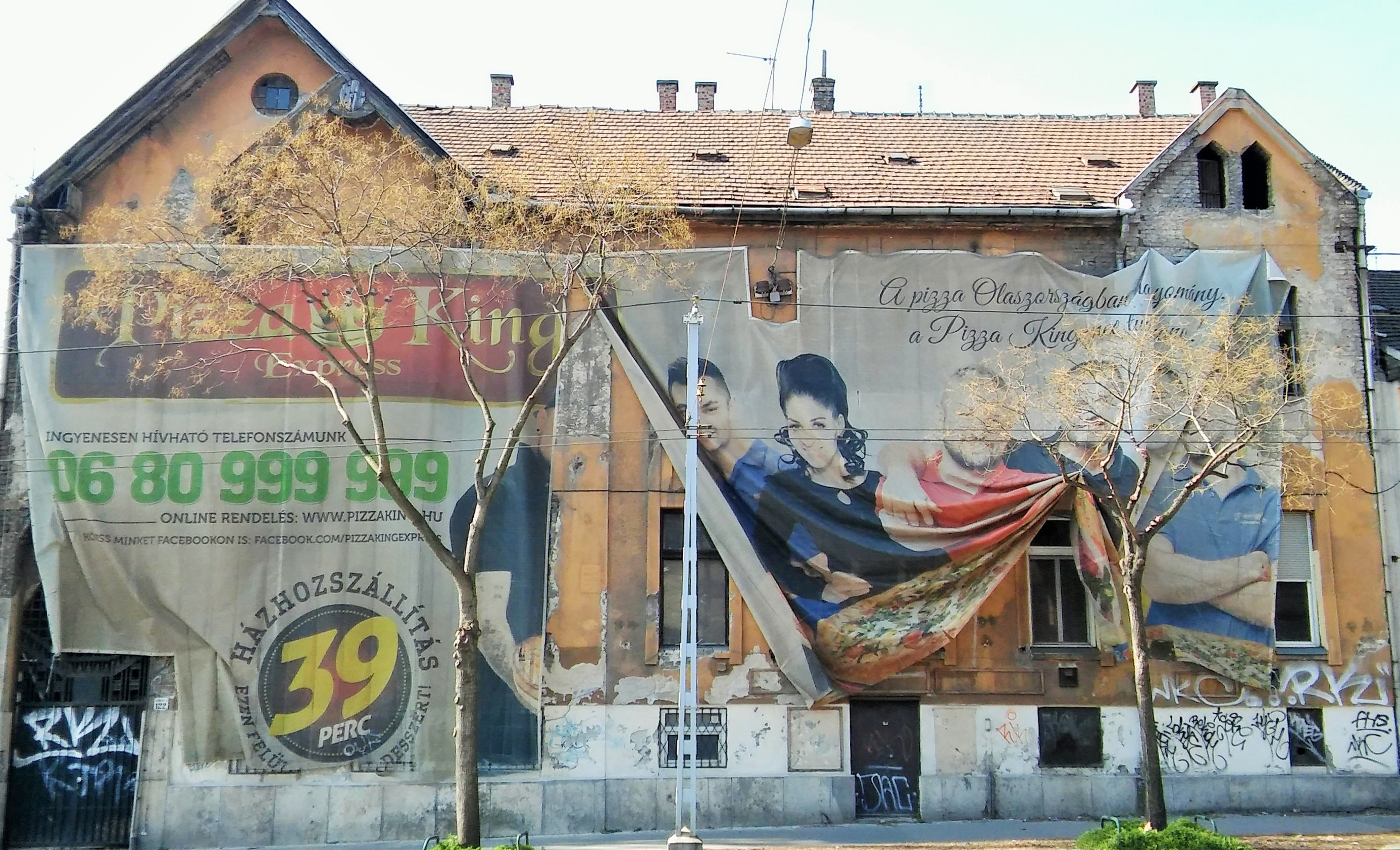
Dózsa György út 122.
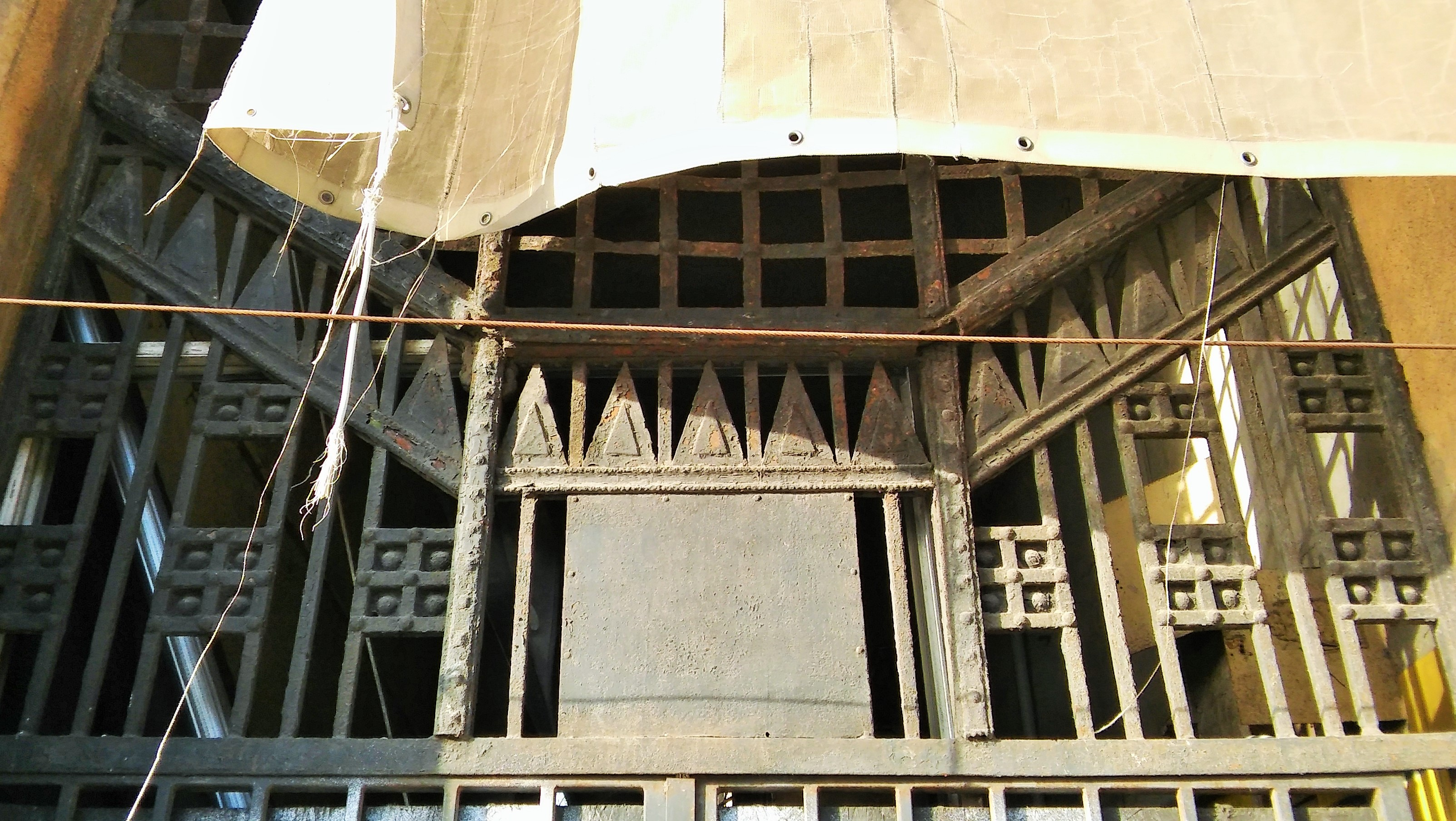
Dózsa György út 122. (részlet)
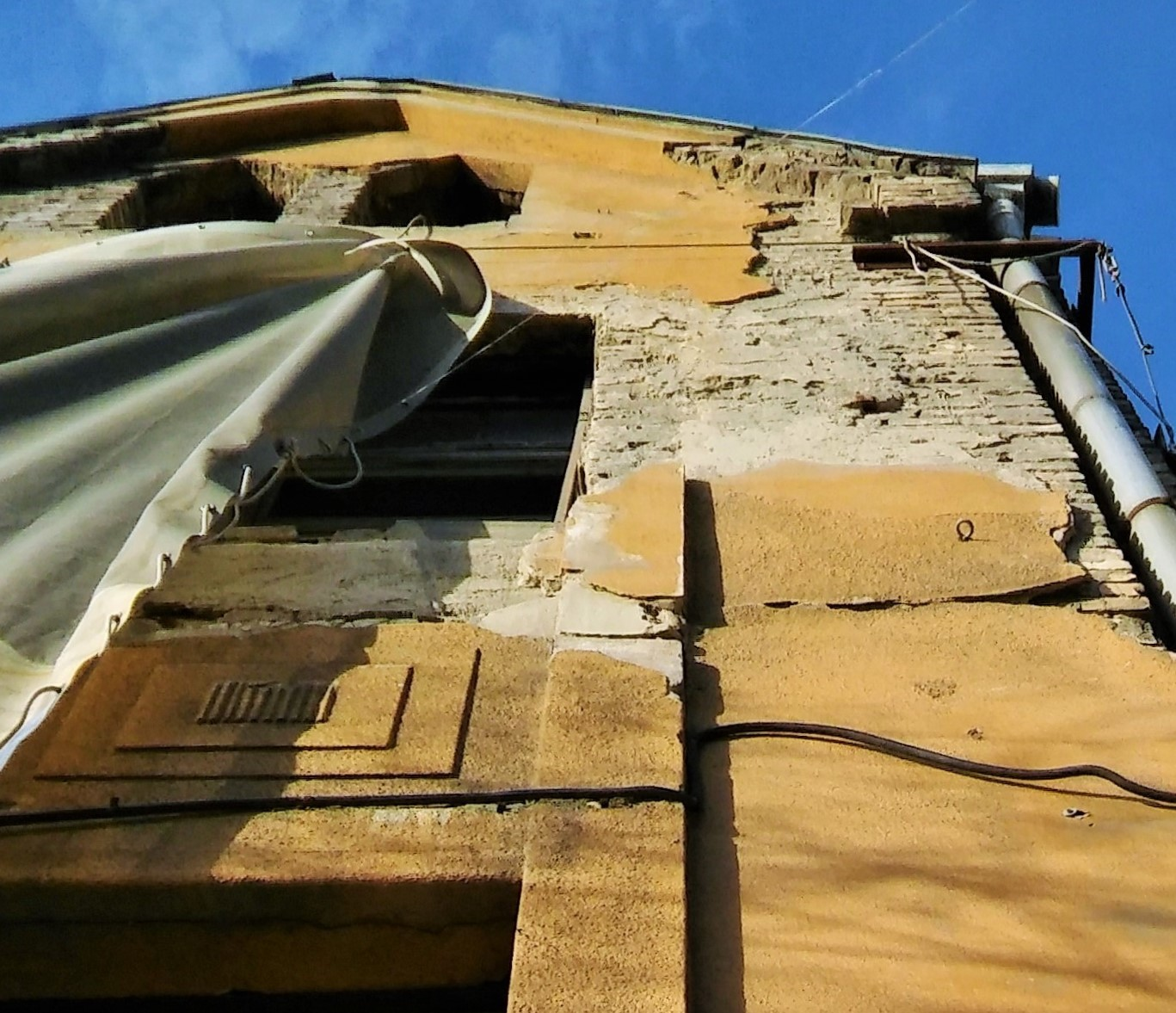
Dózsa György út 122. (részlet)
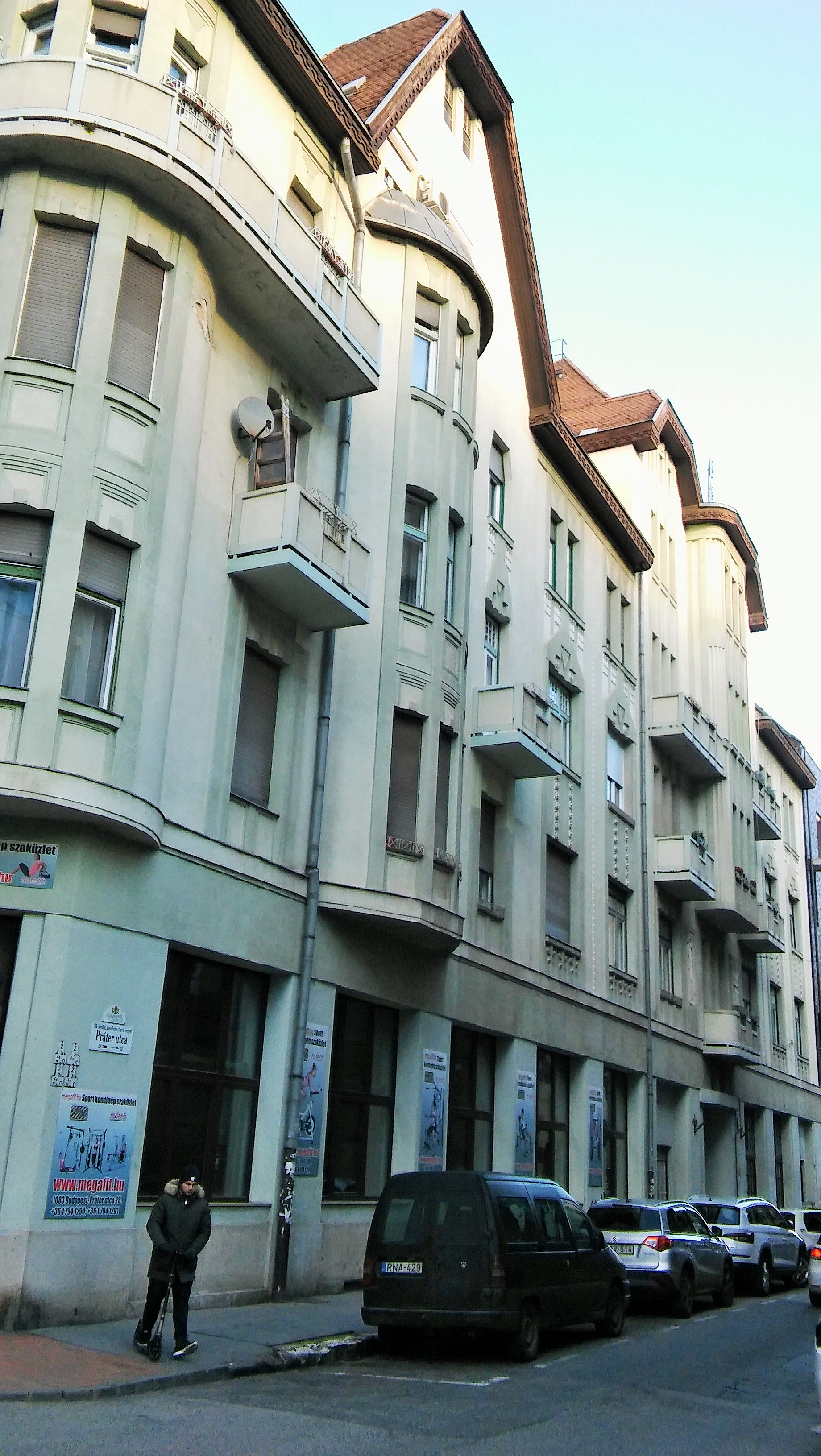
Práter u. 28.